# Tomoyasu Asaoka
Tomoyasu Asaoka (浅岡 朝泰 Asaoka Tomoyasu?) (Tokio, 6 de abril de 1962-6 de octubre de 2021) fue un futbolista japonés que se desempeñaba como centrocampista.
Asaoka jugó 8 veces para la Selección de fútbol de Japón entre 1987 y 1989.

## Trayectoria

### Clubes
| Club         | País  | Año         |
| ------------ | ----- | ----------- |
| Nippon Kokan | Japón | 1985-1988]] |
| Yomiuri      | Japón | 1988-1991   |

### Selección nacional
| Selección | País  | Año       |
| --------- | ----- | --------- |
| Absoluta  | Japón | 1987-1989 |

## Estadística de equipo nacional
| Selección de Japón | Selección de Japón | Selección de Japón |
| Año                | Part.              | Goles              |
| ------------------ | ------------------ | ------------------ |
| 1987               | 1                  | 0                  |
| 1988               | 5                  | 0                  |
| 1989               | 2                  | 0                  |
| Total              | 8                  | 0                  |

## Palmarés

### Títulos nacionales
| Título                   | Club         | País  | Año       |
| ------------------------ | ------------ | ----- | --------- |
| Copa Japan Soccer League | Nippon Kokan | Japón | 1987      |
| Japan Soccer League      | Yomiuri      | Japón | 1990-1991 |

### Distinciones individuales
| Distinción                  | Año       |
| --------------------------- | --------- |
| Japan Soccer League Best XI | 1985-1986 |